# Andrea Jonasson
Andrea Jonasson, de son vrai nom Andrea Stumpf (née le 29 juin 1942 à Fribourg-en-Brisgau) est une actrice allemande.

## Biographie
La fille de l'acteur Wolfgang Stumpf et la sœur d'Isabelle Carlson suit les cours de l'Otto-Falckenberg-Schule puis entre comme élève au Deutsches Schauspielhaus. Elle est engagée au théâtre de Heidelberg jusqu'en 1966. Elle fait partie de l'ensemble du Schauspielhaus de Zurich et est invitée au festival de Salzbourg, au Deutsche Schauspielhaus, au Théâtre Thalia de Hambourg, au Piccolo Teatro di Milano et d'autres théâtres en Italie. En 1974, elle intègre l'ensemble du Burgtheater.
En 1973, au festival de Salzbourg, elle fait la connaissance de Giorgio Strehler qui deviendra son mari et son metteur en scène.
Andrea Jonasson joue en même temps pour le cinéma et la télévision, notamment dans des adaptations de pièces.
En 2017, elle reçoit le prix Nestroy de la meilleure actrice pour son interprétation de la baronne Sophie von Essenbeck dans Les Damnés au Theater in der Josefstadt.

## Filmographie
Cinéma
- 1966 : Chasse aux renards interdite
- 1973 : Gott schützt die Liebenden
- 1983 : Die letzte Runde
- 1989 : La Toile d'araignée
- 1997 : Ultimo bersaglio
- 2002 : Casomai
- 2017 : Il Premio

Télévision
- 1963 : Wassa Schelesnowa
- 1965 : Antigone
- 1966 : Fluchtversuch
- 1966 : Baumeister Solneß
- 1968 : Tragödie auf der Jagd
- 1970 : Trauer muss Elektra tragen
- 1971 : Die drei Gesichter der Tamara Bunke
- 1971 : Iwanow
- 1971 : Heißer Sand
- 1972 : Sonderdezernat K1 – Vier Schüsse auf den Mörder (série)
- 1976 : Lobster - Zwei Fliegen (série télévisée)
- 1977 : Des Doktors Dilemma
- 1977 : Tatort: Spätlese (série)
- 1979 : Das Komplott
- 1980 : Versant sud
- 1986 : Mord am Pool
- 1987 : Le Renard : Jour de référence (série)
- 1990 : Mademoiselle Ardel
- 1993 : Das Babylon Komplott
- 1995 : Tatort: Herz As (série)
- 1996 : Rosa Roth – Montag, 26. November (série)
- 1998 : Avvocati : Ritorno di fiamma (série)
- 2000 : Die Ehre der Strizzis
- 2001 : Polizeiruf 110 – Jugendwahn (série)
- 2002 : Il lato oscuro (série)
- 2003 : Chiaroscuro
- 2004 : Unsolved: Die Welt gehört mir (série)
- 2004 : Inga Lindström – Begegnung am Meer (série)
- 2005 : Les Fleurs de l'Orient
- 2005–2007 : Fortune et Trahisons (série)

## Source de la traduction
- (de) Cet article est partiellement ou en totalité issu de l’article de Wikipédia en allemand intitulé « Andrea Jonasson » (voir la liste des auteurs).